# Нартажиев, Мамадали
Мамадали Нартажиев (род. 1925 год, село Файзиабад, Алты-Арыкский район, Ферганская область, Узбекская ССР) — звеньевой колхоза «Кзыл Кушун» Алты-Арыкского района, Ферганская область, Узбекская ССР. Герой Социалистического Труда (1950).

## Биография
Родился в 1925 году в крестьянской семье в селе Файзиабад. Окончил местную сельскую школу. Трудился в сельском хозяйстве до мобилизации в 1943 году. Участвовал в Великой Отечественной войне. Воевал в составе 994-го стрелкового полка 286-й стрелковой дивизии. В 1944 году получил ранение.
В 1945 году демобилизовался и возвратился на родину. Трудился рядовым колхозником, звеньевым хлопководческого звена в колхозе «Кзыл Кушун» Алты-Арыкского района.
В 1949 году звено под его руководством собрало в среднем с каждого гектара по 67 центнеров хлопка-сырца на участке площадью 6,6 гектаров. Указом Президиума Верховного Совета СССР от 13 июня 1950 года удостоен звания Героя Социалистического Труда за «получение высоких урожаев риса, хлопка и зеленцового стебля кенафа на поливных землях в 1949 году» с вручением ордена Ленина и золотой медали «Серп и Молот» (№ 5105).
За выдающиеся трудовые результаты по итогам 1950 года был награждён вторым Орденом Ленина.
С 1952 по 1955 года обучался в школе по подготовке руководящих кадров для колхозов в Ташкенте, после которой работал главным агрономом в колхозе «Кзыл Кушун» Арты-Арыкского района. В 1967 году колхоз был реорганизован в совхоз «Ленинград». Продолжал трудиться в этом совхозе агрономом отделения, с 1969 года — агрономом-энтомологом.
После выхода на пенсию проживал в кишлаксовете Тухтабаев Ташлакского района Ферганской области.
Награды
- Герой Социалистического Труда
- Орден Ленина — дважды (1950; 07.05.1951)
- Орден Отечественной войны 1 степени (11.03.1985)
- Орден Трудового Красного Знамени (11.01.1957)